# Biblioteka Uniwersytetu Ekonomicznego w Krakowie
Biblioteka Uniwersytetu Ekonomicznego w Krakowie – biblioteka akademicka, gromadząca literaturę naukową z zakresu dziedzin reprezentowanych na uczelni. Służy także całemu środowisku naukowemu Krakowa i Małopolski. Jest to trzecia co do wielkości biblioteka akademicka Krakowa i druga co do wielkości biblioteka ekonomiczna w Polsce.

## Zbiory biblioteczne
Zakres tematyczny zbiorów obejmuje głównie nauki ekonomiczne, jednak biblioteka gromadzi także dzieła z zakresu  finanse, zarządzanie, towaroznawstwo oraz nauki społeczne i humanistyczne, a także niektóre nauki techniczne i informatykę. Wydawnictwa te mają służyć poszerzeniu wiedzy ogólnej na poziomie uniwersyteckim.
W zbiorach znajduje się:
- 348 026 vol. książek,
- 33 313 jednostek zbiorów specjalnych,
- 49 634 vol. czasopism z lat ubiegłych,
- 1 126 tytułów czasopism bieżących,
- 23 690 tytułów czasopism w formie elektronicznej.

### Kolekcje specjalne
- Archiwum Biblioteki Depozytowej Banku Światowego
- Biblioteka Depozytowa Europejskiego Banku Odbudowy i Rozwoju
- Archiwum Biblioteki Depozytowej Międzynarodowego Funduszu Walutowego
- Centrum Dokumentacji Europejskiej

## Historia
- 1925 – powstanie pierwszej Biblioteki o charakterze księgozbioru podręcznego
- 1938 – zatwierdzenie struktury organizacyjnej Biblioteki
- 1939 – przeznaczenie budynku uczelni, w tym pomieszczeń Biblioteki na kasyno dla okupanta (zdeponowanie księgozbioru w Bibliotece Jagiellońskiej i innych urzędach. Część wydawnictw zabezpieczył pracownik Biblioteki Emil Adelman i niektórzy profesorowie
- 1945 – reaktywacja organizacji i działalności Biblioteki na podstawie Uchwały Rady Profesorów z 17.07.1945 r.
- 1946 – dekret z dnia 17.04. będący podstawą nowej organizacji Biblioteki
- 1947 – rozpoczęcie wypożyczeń międzybibliotecznych
- 1952 – przeniesienie z ul. Sienkiewicza 4 do budynku schroniska fundacji A. Lubomirskiego przy ul. Rakowickiej 27
- 1978 – rozpoczęcie prac związanych z budową nowej biblioteki (wiosna - pierwszy wykop pod fundamenty)
- 1981 – całodobowe dyżury w Bibliotece przed wprowadzeniem stanu wojennego
- 1981 – gmach BG ukończony w stanie surowym
- 1993 – przeprowadzka BG do nowego budynku
- 1993 – uruchomienie pierwszych katalogów komputerowych
- 1993 – przejęcie Biblioteki Depozytowej Banku Światowego z Centrum Badań nad Zadłużeniem i Rozwojem
- 1995 – powstanie Centrum Dokumentacji Europejskiej
- 1996 – przejście na VTLS
- 1996 – uruchomienie strony domowej Biblioteki
- 1999 – otwarcie Czytelni Europejskiej
- 2000 – biblioteka rozpoczyna wydawanie kwartalnika „Ekonomia on-line”.
- 2001 – zakup i uruchomienie Self-Checka (urządzenia wypożyczającego książki)
- 2002 – uruchomienie Biblioteki Depozytowej IMF
- 2004 – utworzenie Ośrodka Badań Europejskich im. J. H. Retingera przy Centrum Dokumentacji Europejskiej
- 2005 – uruchomienie Biblioteki Depozytowej EBOR
- 2006 – uruchomienie zdalnego dostępu spoza kampusu do baz wykupionych przez Uczelnię dla zarejestrowanych pracowników naukowych UEK.
- 2006 – stworzenie Biblioteki Cyfrowej
- 2007 – udostępnienie Centralnej Wyszukiwarki, dzięki której jednocześnie można przeszukiwać bazy prenumerowane przez Bibliotekę jak również bazy własne i Katalog komputerowy Biblioteki
- 2008 – wymiana stanowisk komputerowych dostępnych dla czytelników
- 2009 – stworzenie Multiwyszukiwarki baz własnych Biblioteki, dzięki której jednocześnie można przeszukiwać wszystkie bazy własne Biblioteki
- 2010 – połączenie dwóch największych baz GOSPODARKA i NAUKI SPOŁECZNE w jedną - BazEkon i opracowanie jej nowego interfejsu, przygotowanie nowej bazy Dorobek
- 2011 – BazEkon zostaje udostępniony w internecie
- 2012 – z inicjatywy Biblioteki Głównej UEK utworzenie Konsorcjum BazEkon. BazEkon staje się częścią Wirtualnej Biblioteki Nauki
- 2014 – otrzymanie dotacji na działalność związaną z utrzymaniem i poszerzaniem bazy dziedzinowej z zakresu nauk ekonomicznych i pokrewnych BazEkon w ramach Wirtualnej Biblioteki Nauki (WBN)
- 2015 – kontynuowanie prac związanych z utrzymaniem i poszerzaniem bazy BazEkon, w związku z otrzymaniem dotacji ministerialnej przeznaczonej na ten cel, do wykorzystania w latach 2014-2015. Nadanie Czytelni Głównej im. mgr Anny Sokołowskiej-Gogut – dyrektor Biblioteki w latach 1992–2009
- 2016 – przyznanie Bibliotece przez Biuro ds. Osób Niepełnosprawnych UEK w kwietniu 2016 r., certyfikatu Jednostki „przyjaznej osobom z niepełnosprawnością, 2016–2018”. Kontynuowanie prac związanych z „utrzymaniem bazy danych z zakresu nauk ekonomicznych i pokrewnych BazEkon” w związku z otrzymaniem dotacji ministerialnej przeznaczonej na ten cel w latach 2014–2015, do wykorzystania środków na dofinansowanie w roku 2016
- 2017 – połączenie Czytelni Głównej z Czytelnią Europejską. Nowa nazwa agendy to Czytelnia Główna / Centrum Dokumentacji Europejskiej
- 2018 – uruchomienie Repozytorium UEK
- 2019 – podpisanie Deklaracji przystąpienia do Cyfrowej Wypożyczalni Publikacji Naukowych Academica. Przygotowanie nowej odsłony Biblioteki Cyfrowej
- 2020 – uruchomienie Czytelni online. Uruchomienie nowej usługi zamawiania skanów poprzez formularz Zamów skan
- 2021 – uruchomienie nowej odsłony strony internetowej Biblioteki Głównej UEK
- 2022 – uruchomienie nowego systemu bibliotecznego KOHA
- 2023 – zakup urządzeń samoobsługowych typu self-check i książkomat. Uruchomienie Repozytorium Otwartych Danych Badawczych Uczelni Krakowskich – RODBUK
- 2024 – zmiana nazwy z Biblioteka Główna Uniwersytetu Ekonomicznego w Krakowie na Biblioteka Uniwersytetu Ekonomicznego w Krakowie

## Struktura

### Wypożyczalnia
- wypożyczenia międzybiblioteczne

### Czytelnie / miejsca do pracy własnej
- Czytelnia Główna
- Oddział Informacji i Dokumentacji
- Strefa Cichej Pracy
- Sala Katalogowa
- Pokój Pracy Zespołowej

## Wystawy czasowe w Bibliotece
Biblioteka organizuje wystawy tematyczne, poświęcone różnym zagadnieniom związanym zarówno z uczelnią, nauką, jak i słynnymi osobistościami. Sala Wystawowa mieści się na II piętrze w budynku Biblioteki. Oto tematyka wybranych wystaw:
- 1050. Rocznica Chrztu Polski
- Social media: pokolenie fb?
- 90-lecie Biblioteki Głównej Uniwersytetu Ekonomicznego w Krakowie
- Jan Długosz: człowiek historia
- 25 lat wolności
- 70 lat Banku Światowego: 1944-2014
- Historia pieniądza: od miedziaka do paypassa
- Statystycznie rzecz ujmując - wystawa z okazji Międzynarodowego Roku Statystyki 2013
- Adam Smith: ojciec ekonomii klasycznej
- Anna Sokołowska-Gogut (1944-2013) in memoriam
- Europejski Rok Aktywności Osób Starszych i Solidarności Międzypokoleniowej 2012
- Michał Kalecki: geniusz ekonomii
- Wystawa retrospektywna publikacji naukowych pracowników Katedry Filozofii w ramach Jubileuszu 50-lecia Katedry Filozofii
- 2012 rokiem przejścia do domeny publicznej dzieł czterech wybitnych ekonomistów okresu międzywojennego
- 20-lecie WGPW: a wszystko zaczęło się od pięciu spółek..
- Leopold Kronenberg: 200 rocznica urodzin warszawskiego milionera czasu Pozytywizmu
- Polska w Europie - przewodnictwo w Radzie Unii Europejskiej
- Przed dzielnymi świat stoi otworem...
- Wystawa dedykowana śp. prof. Stanisławowi Miklaszewskiemu
- Merkuriusze - Gońce - Kuriery
- Tutti fratelli
- Laureaci 1969-2009
- Pod kaukaskim niebem...
- 5 lat w Unii Europejskiej
- Made in China
- Rola przedsiębiorcy Oskara Schindlera w ratowaniu żydowskich współobywateli Krakowa
- Polonia Restituta 1918-2008
- Wiktoria Wiedeńska 1683-2008. 325 lat Chwały Oręża Polskiego
- Potęga Opakowania
- Nareszcie ludzie słuchają!
- Profesor Jeffrey D. Sachs doktorem honoris causa Uniwersytetu Ekonomicznego w Krakowie
- "Nie od razu Kraków lokowano..."
- Razem od 1957 roku
- Ola Janina Pawlak malarstwo i rysunek
- Profesor Stefan Mynarski (1935-2006). Wspomnienia
- John Kenneth Galbraith (1908-2006) Milton Friedman (1912-2006). Pamięci dwóch wielkich ekonomistów
- Miasta Polski
- Regiony Europy
- Unia Europejska o ochronie środowiska
- Nieruchomości wokół nas
- Równouprawnienie w Unii Europejskiej
- Władysław Grabski (1874-1938). Polityk, mąż stanu i reformator
- Młodzież w Unii Europejskiej
- Żebro Adama?
- The End of Economic Man - Peter F. Drucker (1909-2005)
- Rok w Unii Europejskiej
- Zagadnienia społeczno - gospodarcze w nauczaniu Jana Pawła II
- Agencje Unii Europejskiej
- Instytucje Unii Europejskiej
- 35-lecie nagrody w dziedzinie nauk ekonomicznych ku pamięci Alfreda Nobla
- Józef Hieronim Retinger
- Urząd Komitetu Integracji Europejskiej. Historia i Współczesność
- Europa w ruchu - Europe on the move
- Sper (Nadzieja)
- Czekolada - przysmak bogów
- Polskie czasopisma o integracji europejskiej